# Epirrhoe luctuata
Epirrhoe luctuata là một loài bướm đêm trong họ Geometridae.